# Черменский пост
Черме́нский пост, также известный как ФКПП «Черме́н» и КПП-105 — федеральный контрольно-пропускной пост федеральных сил России на административной границе двух республик Северного Кавказа — Северной Осетии — Алании и Ингушетии. На этом посту осуществляется контроль транспорта и пассажиров, пересекающих административную границу республик.

## История
Черменский пост на административной границе между Северо-Осетинской АССР и Чечено-Ингушской АССР появился в 1975 году, через два года после митинга ингушей в Грозном. С началом осетино-ингушского конфликта в 1992 году пост стал федеральным КПП, после конфликта в течение 2 лет границы были заблокированы . Несколько раз на посту происходили теракты.

## Будущее поста
Ингуши в основном выступают за ликвидацию Черменского поста, считая, что он разделяет их с ингушской частью населения Пригородного района Северной Осетии, а также что на этом посту происходят нарушения прав ингушей. Осетины в основном выступают за сохранение поста, считая, что он необходим по причинам антитеррористического характера и предотвращает проникновение преступников, замышляющих теракты, из Ингушетии в Северную Осетию. Представители осетинских властей в 2019 году высказывались за сохранение поста.